# ديفيد ألفارو سيكيروس
كان ديفيد ألفارو سيكيروس (وُلد باسم خوسيه دي خيسوس ألفارو سيكيروس، 29 ديسمبر 1896- 6 يناير 1974) رسامًا اجتماعيًا واقعيًا مكسيكيًا اشتهر بجدارياته العامة الضخمة التي تستخدم أحدث المعدات والمواد والتقنيات. كان إلى جانب دييغو ريفيرا وخوسيه كليمينتي أوروزكو واحدًا من أشهر رسامي الجداريات المكسيكيين. كان عضوًا في الحزب الشيوعي المكسيكي ومناصرًا للستالينية وداعمًا للاتحاد السوفييتي الذي قاد محاولة فاشلة لاغتيال ليون تروتسكي في مايو 1940.
تماشيًا مع تقاليد التسمية الإسبانية، يفترض باسم عائلته أن يكون ألفارو، لكنه، مثل بيكاسو (بابلو رويز إي بيكاسو) ولوركا (فيديريكو غارثيا لوركا)، استخدم اسم عائلة أمه. اعتُقد لوقت طويل أنه وُلد في كامارغو بولاية تشيواوا، لكن أُثبت في عام 2003 أنه في الحقيقة وُلد بمدينة تشيواوا، لكنه نشأ في إيرابواتو بغواناخواتو، منذ السادسة على الأقل. اكتشف أمين متحف فنون شهادة ميلاده في عام 2003، وأعلنت عن ذلك الاكتشاف الناقدة الفنية راكيل تيبول في العام التالي، والتي كانت شهيرة بكونها قيادية في الحركة الجدارية المكسيكية ومن معارف سيكيروس المقربين. غير سيكيروس اسمه الأول إلى «ديفيد» بعد أن نادته زوجته به كناية عن تمثال داوود لميكيلآنجيلو.

## نشأته
حُرف العديد من التفاصيل عن طفولة سيكيروس، بما في ذلك تاريخ ميلاده ومكانه واسمه الأول ومكان نشأته، في خلال حياته وبعد وفاته بفترة طويلة، وفي بعض الحالات كان هو المُحرِف. غالبًا ما أشارت التقارير إلى أنه وُلد ونشأ في 1898 ببلدة في ولاية تشيواوا، وذكرت أيضًا أن أسماءه الشخصية هي «خوسيه ديفيد». بفضل المؤرخة الفنية راكيل تيبول، التي وجدت شهادة ميلاده، بتنا نعرف أنه وُلد في مدينة مكسيكو، لا في كامارغو أو ولاية تشيواوا.
وُلد سيكيروس في تشيواوا عام 1896، وهو ثاني ثلاثة أطفال. عُمد باسم خوسيه دي خيسوس ألفارو سيكيروس. كان والده، سيبريانو ألفارو، وأصله من إيرابواتو، موسرًا. كانت أمه تيريزا سيكيروس. كان لسيكيروس شقيقة اسمها ليز تكبره بثلاث سنوات وشقيق اسمه «تشوتشو» (خيسوس) يصغره بسنة. توفيت والدة ديفيد عندما كان في الرابعة وأرسل والده الأطفال ليعيشوا مع جديهم لأبيهم. كان لجد ديفيد، واسمه المستعار «سييته فيلوس» أي («السكين سُباعي الحواف») دور قوي على نحو خاص في نشأته. في 1902، بدأ سيكيروس بارتياد المدرسة في إيرابواتو بغواناخواتو.
ينسب الفضل في إلهامه المتمرد الأول لأخته، التي قاومت أرثوذكسية والدهما الدينية. في هذا الوقت، تعرض سيكيروس أيضًا لأفكار سياسية جديدة، وعلى نحو رئيس ما يشبه النقابية اللاسلطوية. كان من هؤلاء المنظرين السياسيين الدكتور آتل، الذي نشر بيانًا في 1906 يدعو فيه الفنانين المكسيكيين إلى تطوير فن قومي والنظر إلى الثقافات القديمة الأصلية بحثًا عن الإلهام. في 1911، بعمر الخامسة عشرة، شارك سيكيروس في إضراب طلابي بأكاديمية سان كارلوس التابعة للأكاديمية الوطنية للفنون الجميلة احتجاجًا على المنهجية التدريسية في المدرسة ومطالبة بعزل مديرها. أدت احتجاجاتهم أخيرًا إلى تأسيس «أكاديمية في الهواء الطلق» بسانتا أنيتا.
في عمر الثامنة عشرة، انضم سيكيروس وعدد من زملائه في مدرسة الفنون الجميلة إلى الجيش الدستوري لفينوستيانو كارانسا في محاربة حكومة الرئيس فيكتوريانو ويرتا. عندما سقط ويرتا في 1914، وقع سيكيروس في شرك المشاكل الداخلية «ما بعد الثورية»، عندما حارب الجيش الدستوري الفصائل السياسية المختلفة لبانشو فيا وإيميليانو زاباتا من أجل السيطرة. عرضته رحلاته العسكرية حول البلاد إلى الثقافة المكسيكية والمعاناة اليومية الخشنة للطبقات الريفية والعاملة الفقيرة. بعد أن كسبت قوات كارانزا السيطرة، عاد سيكيروس مؤقتًا إلى مدينة مكسيكو ليرسم قبل أن يسافر إلى أوروبا في 1919. في البداية بباريس، سيطر عليه تأثير التكعيبية، وسُحر على نحو خاص ببول سيزان واستخدام كتل كبيرة من الألوان المكثفة. عندما كان هناك، التقى أيضًا دييغو ريفيرا، وهو رسام مكسيكي آخر من «الثلاثة الكبار» على شفا حياة مهنية أسطورية في رسم الجداريات، وسافر إلى إيطاليا لدراسة رسامي التصوير الجصي العظماء من عصر النهضة. نشر مجلة في برشلونة، اسمها لا فيدا أميريكانا، وأصدر فيها بيانًا لفناني أميركا يطلب منهم فيه أن يرفضوا الأثر المنحط لأوروبا وينشؤوا شكلًا جديدًا من الفن العام باستخدام أحدث الأدوات والتقنيات.

## بدايته في الفن والسياسة
رغم قول الكثيرين إن مغامرات سيكيروس السياسية دائمًا ما كانت «تقاطع» مغامراته الفنية، رأى سيكيروس نفسه أن الاثنتين كانتا متداخلتين. بحلول عام 1921، عندما كتب بيانه في لا فيدا أميريكانا، كان سيكيروس قد تعرض بالفعل للماركسية ورأى حياة الفقراء الريفيين والعاملين بينما يسافر مع الجيش الدستوري. في «اتجاه جديد للجيل الجديد من الرسامين والنحاتين الأمريكيين»، دعا إلى «التجديد الروحي» لإعادة فضائل الرسم الكلاسيكي في الوقت نفسه مع دمج أسلوب «القيم الجديدة» التي اعترفت «بالآلة الحديثة» و«الجوانب المعاصرة للحياة اليومية». زعم البيان كذلك أن «الروح البناءة» ضرورية للفن الهادف، والتي تسمو فوق الزخرفة المجردة أو الموضوعات الزائفة الخيالية. من خلال هذا الأسلوب، أمل سيكيروس إنشاء أسلوب يصل بين الفن القومي والعالمي. في أعماله، كما في كتاباته، سعى سيكيروس وراء واقعية اجتماعية تهلل للشعوب البروليتارية في المكسيك والعالم، حتى عندما حاول تفادي الكليشيهات المنتشرة حول «البدائية» و«الاستهناد».
في 1922، عاد سيكيروس إلى مدينة مكسيكو ليعمل رسام جداريات لصالح حكومة ألفارو أوبريغون الثورية. وضع وزير التعليم العام آنذاك خوسيه فاسكونسيلوس مهمة لتثقيف الجماهير عبر الفن العام، ووظف عشرات الفنانين والكتّاب لبناء ثقافة مكسيكية حديثة. عمل سيكيروس وريفيرا وأوروزكو معًا تحت إشراف فاسكونسيلوس، الذي دعم حركة الجداريات من خلال طلب جداريات لأبنية بارزة في مدينة مكسيكو. ومع ذلك، أدرك الفنانون العاملون في البريباراتوريا أن العديد من أعمالهم الأولى تفتقر إلى الطبيعة «العامة» التي تتصورها أيديولوجيتهم. في 1923، ساعد سيكيروس بتأسيس نقابة الفنانين والنحاتين والنقاشين المكسيكيين الثوريين، والتي عالجت مشكلة الوصول العام إلى الفن من خلال صحيفتها، إل ماشيت. في ذلك العام، ساعد سيكيروس في تأليف بيان في الصحيفة «من أجل بروليتاريا العالم». تناول ضرورة الفن «الجمعي»، والذي سيلعب دور «دعاية أيديولوجية» لتثقيب الجماهير والتغلب على الفن البرجوازي الفرداني.